# HTC Startrek
HTC StarTrek，原廠型號HTC S410，HTC S411，是台灣宏達電公司所推出的智慧型手機，全球首只超薄折疊Windows Mobile 5智慧型手機，首次搭載Push Mail功能。2006年5月於亞洲首度發表，2006年12月推出升級版。客製版本HTC S410，HTC S411，Qtek 8500，Dopod S300，Dopod S301，Dopod 710，Dopod 710+，Orange SPV F600，i-mate SmartFlip，Cingular 3125。

## 技術規格
- 處理器：TI OMAP850 195MHz
- 作業系統：Windows Mobile 5.0 SmartPhone Edition
- 記憶體：ROM：64MB，RAM：64MB
- 尺寸：98.5 毫米 X 51.4 毫米 X 15.8 毫米
- 重量：99g（含電池）
- 功能按鍵：音樂快捷鍵、照相鍵、語音控制鍵、音量調整鍵
- 主螢幕：QVGA 解析度、2.2 吋 TFT-LCD 螢幕
- 外螢幕：QQVGA 解析度、1.2 吋 TFT-LCD 螢幕
- 網路：GSM/GPRS/EDGE
- 藍牙：Bluetooth 1.2
- 相機：130萬畫素相機，支援自動對焦功能
- 電池：750mAh充電式鋰或鋰聚合物電池

## 升級版技術規格
- 處理器：TI OMAP850 195MHz
- 作業系統：Windows Mobile 5.0 SmartPhone Edition
- 記憶體：ROM：128MB，RAM：64MB
- 尺寸：98.5mm X 51.4mm X 15.8mm
- 重量：99g（含電池）
- 功能按鍵：音樂快捷鍵、照相鍵、語音控制鍵、音量調整鍵
- 主螢幕：QVGA 解析度、2.2 吋 TFT-LCD 平面式觸控感應螢幕
- 外螢幕：QQVGA 解析度、1.2 吋 TFT-LCD 平面式觸控感應螢幕
- 網路：GSM/GPRS/EDGE
- 藍牙：Bluetooth 1.2
- 相機：130萬畫素相機，支援自動對焦功能
- 電池：1100mAh充電式鋰或鋰聚合物電池

## 外部連結
- HTC S411 概觀[永久]
- HTC S411 技術規格[永久]